# Andrew Niccol
Andrew Niccol (Paraparaumu, 1964. június 10. –) új-zélandi filmrendező, BAFTA-díjas forgatókönyvíró és filmproducer.
Rendezőként és forgatókönyvíróként jegyzi a Gattaca (1997), a Simone – Sztárcsináló 1.0 (2002), a Fegyvernepper (2005), a Lopott idő (2011), A burok (2013) és az Arctalan ellenség (2014) című filmeket. Az 1998-as Truman Show írója és társproducere volt. A filmért jelölték a legjobb eredeti forgatókönyvnek járó Oscar-díjra és hasonló kategóriában BAFTA-díjat nyert.

## Élete és pályafutása
Az új-zélandi Aucklandben nevelkedett. Édesapja az Air New Zealand pilótája volt, édesanyja középiskolai angoltanárként dolgozott.
Niccolt már gyerekként érdekelte a történetek kitalálása és elmesélése. Nyolcévesen egy saját maga által írt, illusztrált és megtervezett újságot jelentetett meg. Az elit Aucklandi Középiskola tanulója volt, majd – bár eredetileg ügyvédi pályára készült – 21 évesen Londonba költözött, hogy a reklámiparban próbáljon szerencsét. 10 éven keresztül reklámrendezőként dolgozott.
Az 1990-es évek elején kezdett dolgozni a későbbi Truman Show forgatókönyvén. Az évtized közepén New Yorkba költözött, de írását nem tudta elsőfilmes rendezőként mozivászonra vinni, helyette Peter Weirt bízták meg a feladattal. Eközben Niccol megrendezte első filmjét Gattaca címmel. Az 1997-ben bemutatott sci-fi megbukott a jegypénztáraknál, de kritikai elismeréseket is szerzett: Roger Ebert szerint „a legértelmesebb és legprovokatívabb sci-fi filmek egyike, egy ötletekkel teli thriller”.

## Filmográfia
| Év   | Magyar cím                | Eredeti cím     | Feladatkör | Feladatkör | Feladatkör |
| Év   | Magyar cím                | Eredeti cím     | Rendező    | Író        | Producer   |
| ---- | ------------------------- | --------------- | ---------- | ---------- | ---------- |
| 1997 | Gattaca                   | Gattaca         | Igen       | Igen       | Nem        |
| 1998 | Truman Show               | The Truman Show | Nem        | Igen       | Igen       |
| 2002 | Simone – Sztárcsináló 1.0 | Simone          | Igen       | Igen       | Igen       |
| 2004 | Terminál                  | The Terminal    | Nem        | Sztori     | Vezető     |
| 2005 | Fegyvernepper             | Lord of War     | Igen       | Igen       | Igen       |
| 2011 | Lopott idő                | In Time         | Igen       | Igen       | Igen       |
| 2013 | A burok                   | The Host        | Igen       | Igen       | Nem        |
| 2014 | Arctalan ellenség         | Good Kill       | Igen       | Igen       | Igen       |
| 2018 | Anon                      | Anon            | Igen       | Igen       | Igen       |

## Fontosabb díjak és jelölések
| Év   | Jelölt mű         | Díj                                         | Eredmény | Ref.  |
| ---- | ----------------- | ------------------------------------------- | -------- | ----- |
| 1997 | Gattaca           | Hugo-díj a legjobb forgatókönyvnek          | Jelölve  |       |
| 1998 | Truman Show       | BAFTA-díj a legjobb eredeti forgatókönyvnek | Elnyerte | [ 5 ] |
| 1998 | Truman Show       | Szaturnusz-díj a legjobb forgatókönyvnek    | Elnyerte |       |
| 1998 | Truman Show       | Oscar-díj a legjobb eredeti forgatókönyvnek | Jelölve  | [ 6 ] |
| 1998 | Truman Show       | Golden Globe-díj a legjobb forgatókönyvnek  | Jelölve  | [ 7 ] |
| 1998 | Truman Show       | Hugo-díj a legjobb forgatókönyvnek          | Elnyerte |       |
| 2014 | Arctalan ellenség | Arany Oroszlán díj                          | Jelölve  | [ 8 ] |

## Fordítás
- Ez a szócikk részben vagy egészben  az   Andrew Niccol című angol Wikipédia-szócikk ezen változatának fordításán alapul.  Az eredeti cikk szerkesztőit annak laptörténete sorolja fel. Ez a jelzés csupán a megfogalmazás eredetét és a szerzői jogokat jelzi, nem szolgál a cikkben szereplő információk forrásmegjelöléseként.